# Wolfgang Loitzl
Wolfgang Loitzl (n. 13 ianuarie 1980, Bad Ischl, Austria Superioară, Austria) este un săritor cu schiurile ce a reprezentat Austria, medaliat olimpic. A participat la o ediție a Jocurilor Olimpice (2010) în care a câștigat o medalie de aur.

## Participări
Lista de mai jos prezintă principalele competiții la care a participat Wolfgang Loitzl de-a lungul carierei.
- ski jumping at the 2010 Winter Olympics – large hill team[*]